# Mokhotlong

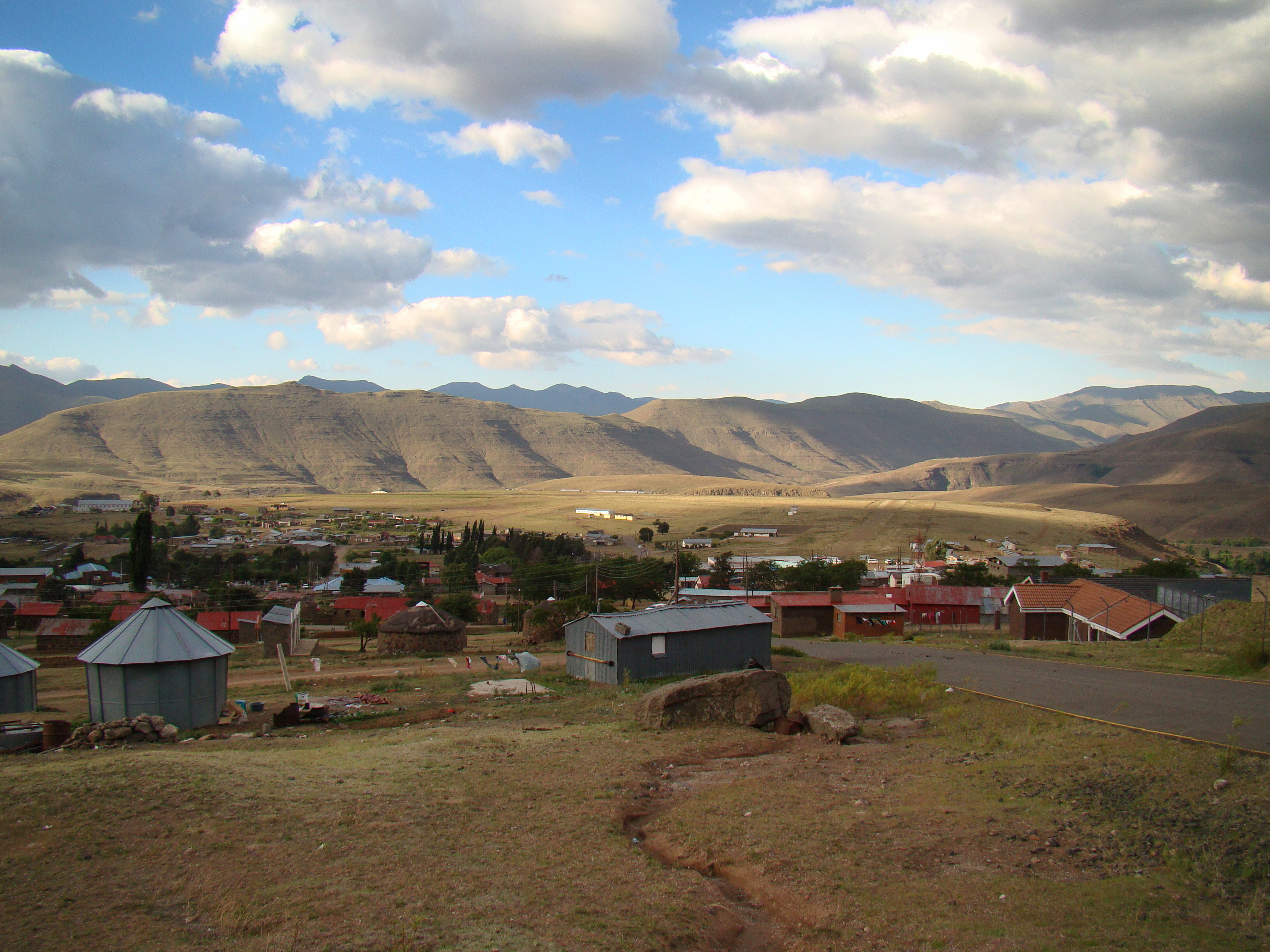
Centrala Mokhotlong och flygplatsen.

Mokhotlong  är en stad i Lesotho, centralort i distriktet Mokhotlong. Staden har cirka 7 000 invånare (2004).